# Burg Sehlen
Der Burg Sehlen, Dönsberg oder Donisse genannte Burgstall war vermutlich eine Wall- und Höhenburg nordöstlich von Sehlen, einem Ortsteil von Gemünden im Landkreis Waldeck-Frankenberg in Hessen (Deutschland).

## Lage
Die im „NSG Donisse“ liegenden geschützten Reste befinden sich ostnordöstlich der Gemeinde Sehlen und deren Gemarkung (Flur 9, Flurstück 15) östlich der Landesstraße L3073 und der Schweinfe und südlich der im rechten Winkel einmündenden Landesstraße L3070 von Haina auf einer 306 m hohen Bergkuppe, die auch Dönsberg genannt wird und die durch frühere Steinbrucharbeiten teilweise zerstört ist.

## Geologie
Geologisch gehört das Bunstruth-Gebiet zum Burgwald, einer Buntsandsteinplatte, die wie eine Halbinsel in die älteren Schichten des Rheinischen Schiefergebirges hineinragt. Bunstruht und südlich gelegenes Wohratal grenzen den Burgwald vom Kellerwald ab, der den östlichsten Ausläufer des Rheinischen Schiefergebirges darstellt. Die bis zu 421 Meter hohe Buntsandsteinplatte entstand im Trias vor etwa 220 Millionen Jahren aus Sedimenten des Rheinischen Schiefergebirges, die sich im südlich gelegenen Germanischen Becken ablagerten. Die Bergkuppe befindet sich in einer tektonischen Bruchzone, die sich nordwestlich von Sehlen bis südwestlich nach Herbelhausen hinzieht und bereits im Zechsteingürtel liegt, der die Buntsandsteinplatte des Burgwaldes vom Kellerwald abgrenzt. Diese Bruchzone ist durch Auffaltung charakterisiert, welche sich auch im Aufschluss des Steinbruches deutlich abzeichnen.

## Geschichte
Seit der mittleren Steinzeit sind rund um Sehlen Spuren menschlicher Siedlungen bekannt, die auch durch einige Funde im Naturschutzgebiet Donisse nachgewiesen wurden.
Zum ersten Mal wird das Dorf Sehlen mit dem keltisch vermuteten Namen „Salaha“, was als Herrenhof bzw. Heiligtum am Wasser gedeutet wird, im Jahre 750 n.Ch. erwähnt. Vor über 1000 Jahren war Sehlen als Gerichtsort Mittelpunkt der gesamten Bunstruth. Die Anlage selbst wurde als steinzeitliche Fluchtburg, keltische Anlage oder spätkarolingische Burg gedeutet, ihre Hauptnutzung ins 9. Jahrhundert gelegt. Über die Struktur und exakte Nutzung der Anlage ist nichts genaues bekannt. Die Anlage wird auch mit der Wüstung Dönsberg in Verbindung gebracht. Den gleichen Namen verwendete Georg Landau Mitte des 19. Jahrhunderts und weist ihr auch den Namen „Fetzgesburg“ zu, der im 16. Jahrhundert in Gebrauch gewesen sein soll.

## Beschreibung
Da die Burganlage teilweise durch einen ehemaligen Steinbruch zerstört wurde, sind nur noch Bodenüberreste vorhanden. Der Turmhügel, mehrere Wälle und Gräben zeichnen sich im Gelände ab, sind aber nicht erforscht. Im 19. Jahrhundert soll der Turmhügel noch über fünf Meter hoch sichtbar gewesen sein. Der Ringwall der Burganlage soll einen Durchmesser von 75 Metern gehabt haben. Ein weiterer Vorwall soll existiert haben, der eine Quelle einfasste, was für keltische Anlagen typisch war.

## Heutige Nutzung
Das Gelände und Flurstück ist heute ein Naturschutzgebiet und als Naturdenkmal ausgewiesen.